# Dirk Lommerse
Dirk Lommerse (* 3. August 1975 in Ipswich (Queensland)) ist ein ehemaliger niederländisch-australischer Basketballspieler.

## Laufbahn
Lommerse wurde als Sohn eines niederländischen Vaters und einer britischen Mutter in Australien geboren und wuchs in Brisbane auf. Er spielte für die Brisbane Bullets, ehe er ans Hiwassee College in den US-Bundesstaat Tennessee wechselte. Anschließend weilte er an der Southwest Baptist University (US-Bundesstaat Missouri) sowie von 1996 bis 1998 an der University of North Carolina Asheville. Mit  insgesamt 77 geblockten Würfen lag er 1998 auf dem vierten Rang der ewigen Bestenliste von „UNC Asheville“. Er wurde zwischen 1996 und 1998 in 56 Spielen eingesetzt und erzielte für die Hochschulmannschaft im Schnitt 5,7 Punkte sowie 6,3 Rebounds, 2,2 Vorlagen und 1,4 Blocks je Begegnung.
Der 2,05 Meter messende Innenspieler spielte 1998/99 beim deutschen Bundesligisten SSV Ratiopharm Ulm und erzielte in 32 Einsätzen im Durchschnitt 6,2 Punkte und 4,8 Rebounds. In seinem zweiten Profijahr 1999/2000 stand Lommerse bei der SG Braunschweig (ebenfalls in der Basketball-Bundesliga) unter Vertrag, er kam in 25 Spielen für die Niedersachsen auf 2,3 Punkte und 3,0 Rebounds je Partie. 2000 wechselte er innerhalb der Liga nach Würzburg. In 30 Spielen der Saison 2000/01 erreichte Lommerse durchschnittlich 4,6 Punkte und 4,1 Rebounds je Begegnung. Lommerse war niederländischer Nationalspieler.